# Буало, Филип
Филип Буало (фр. Philip Boileau, 7 июня 1863, Квебек, Канада — 18 января 1917) — американский художник, портретист XIX—XX века.

## Биография и творчество
В 1902 году он переехал в Нью-Йорк и в 1907 году женился на студентке, будущей актрисе Эмили Гилберт. Большая часть открыток Филипа Буало была опубликована в период между 1905 и 1918 годами издательством «Reinthal & Newman», Нью-Йорк.
Канадец по происхождению, Филип Буало жил в Балтиморе много лет, где рисовал портреты модных женщин того времени. Буало изображал весьма уважаемых и благородных женщин, в работах художника часто можно увидеть его жену.
Художник умер в 1917 году от пневмонии (воспаление лёгких) в своём доме на Лонг-Айленде, поместье Дуглас. В некрологе, опубликованном The New York Times 19 января 1917 года по поводу смерти Филипа Буало было написано, что большинство его знаменитых иллюстраций были посвящены жене Эмили, которую он называл «Пегги». Первая успешная картина Буало, где изображена его жена — «Peggy Head».